# Bataille de Taierzhuang
Guerre sino-japonaise (1937-1945)
Batailles
Seconde Guerre mondiale : batailles de la Guerre sino-japonaise
- Incident du pont Marco-Polo
- Shanghai
- Taiyuan
- Xinkou
- Pingxingguan
- Taierzhuang
- Xuzhou
- Nankin
  - bataille
  - massacre
- lac Khassan
- Wuhan
- Nanchang
- Khalkhin Gol
- Suixian-Zaoyang
- Changsha (1re)
- Guangxi
- Henan
- Zaoyang-Yichang
- Cent Régiments
- Shanggao
- Sud-Shanxi
- Changsha (2e)
- Pacification du Mandchoukouo
- Changsha (3e)
- Hubei
- Changde
- Ichi-Go
- Changsha (4e)
- Guilin-Liuzhou
- Reconquête chinoise

Guerre du Pacifique
Front d'Europe de l'ouest
Front d'Europe de l'est
Campagnes d'Afrique, du Moyen-Orient et de Méditerranée
Bataille de l'Atlantique
Théâtre américain
La bataille de Taierzhuang (chinois : 台儿庄会战 ; pinyin : Tái'érzhūang Huìzhàn) est une bataille majeure de la seconde guerre sino-japonaise ayant eu lieu du 24 mars au 7 avril 1938. Dans le cadre de la campagne de Xuzhou, l'armée nationale révolutionnaire chinoise du Kuomintang affronte l'armée impériale japonaise dans les régions de Shandong et de Pizhou.
Première victoire majeure de l'armée chinoise, elle renforce le morale de l'armée chinoise en déroute en brisant le mythe de l'invincibilité japonaise.

## Contexte

### Situation politique
Depuis l'incident du pont Marco-polo le 7 juillet 1937, une invasion de grande ampleur commence dans toute la chine. Divisés par une longue guerre civile, les différentes factions et armées chinoises s'unissent au sein du second front uni (formellement crée le 24 décembre 1936 par les nationalistes et communistes mais actif et étendu à partir de juillet 1937). Malgré leur unité, les armées chinoises subissent de nombreux revers, notamment la chute de Shanghai le 26 novembre 1937, et la chute de la capitale Nankin le 13 décembre. Afin de solidifier ses positions, l'empereur Hirohito ordonne de marquer une pause d'une année avant de reprendre l'offensive en Chine. Ce choix est source de tension avec le quartier général impérial, instance militaire à la tête de l'armée, qui souhaite exploiter sa victoire et ne pas laisser les forces chinoises se réorganiser.
Du côté chinois, malgré les revers, la détermination demeure grande. Le 16 janvier 1938, le président du gouvernement nationaliste chinois Tchang-Kai-Check refuse toute proposition de paix japonaise soumises lors de la médiation de Trautmann. Coupant définitivement les liens avec le Japon, il fait rappeler le personnel d'ambassade chinois le 20 février. Lorsque l'ambassadeur Xu Shiying quitte le Japon et que les pourparlers de paix sont rompus, les deux camps actent que l'engagement militaire de leurs nations sera total.

### Situation militaire
En dépit des choix de l'empereur, le quartier général impérial souhaite lancer une nouvelle grande offensive pour tirer profit de ses victoires. D'abord penchant pour une offensive en direction de la ville de Wuhan, le QGI s'oriente finalement plus au nord dans les provinces de Jiangsu, Shandong et Henan. Le repli chinois compliqué en direction de Jiangbei, mais surtout leurs difficultés à franchir le fleuve Yangtze en bonne ordre confirment le choix du QGI.
Ainsi, tout au long du mois de décembre 1937, la 13ème division du général Rippei Ogisu poursuit les troupes chinoises en pleine déroute. Dans la poursuite, il s'empare de Jiangdu, Shaobo et avance dans la province de Anhui en capturant Tianchang. En même temps, le général Rensuke Isogai et la 10ème division partent du nord de la Chine en direction du sud. Il s'enfonce entre Qingcheng et Jiyang pour traverser le fleuve jaune, menaçant le chemin de fer de Jiaoji. Après la prise de Jinpu et le renforcement de Xuzhou, les forces japonaises se regroupent, les laissant frapper au nord comme au sud.

### Objectifs
Taierzhuang est situé sur la rive orientale du Grand Canal de Chine et est une garnison frontalière au nord-est de Xuzhou. C'est également le terminus d'un embranchement ferroviaire local en provenance de Lincheng. Xuzhou elle-même était la jonction du chemin de fer Jinpu (Tianjin-Pukou), du chemin de fer Longhai (Lanzhou-Lianyungang) et le siège de la 5e zone de guerre du KMT.

## Forces des armées

### Chinois
En janvier 1938, Tchang-Kai-Check envoie son vice chef d'état-major Bai Chongxi prendre le commandement des troupes autour de Xuzhou. Là-bas, il rejoint Li Zongren, un ancien camarade de la nouvelle clique du Guangxi et de l'expédition du nord. Militairement, Tchang dépêche le 21 groupe d'armées et la 21ème division du général Liao Lei. Dans le même temps, le général Sun Zhen renforce la position avec le 22ème groupe armée, mais il rejeté par les généraux Yan Xishan et Cheng Qian. Les deux généraux refusent de travailler avec un général issu de la clique du Sichuan, d'une part pour des raisons politiques, mais également car l'addictions des troupes à l'opium, chroniquee et massive, en font une force peu disciplinée et agitée.
Sous le commandement de Sun Zhen, le 22e groupe d'armées avait déployé quatre de ses six divisions pour participer à l'effort de guerre en Chine du Nord. Organisé sous les 41e et 45e armées, le contingent entame sa marche à pied vers Taiyuan le 1er septembre, marchant pendant plus de 50 jours sans interruption et parcourant quelque 1400 kilomètres. À leur arrivée dans le Shanxi ils sont confrontés à un hiver glacial. Bien qu'ils n'aient pas d'uniformes d'hiver ni même une seule carte de la province, ils ont immédiatement affronté les Japonais pendant 10 jours à Yangquan (阳泉), subissant de lourdes pertes. Désespérément à court de ravitaillement, ils pénètrent dans l'un des dépôts d'approvisionnement de la clique de Shanxi, ce qui exaspère Yan Xishan, qui les expulse de la province. La 22e se retire alors vers l'ouest, dans la première zone de guerre, mais son commandant, Cheng Qian, rejette sa demande de réapprovisionnement.

### Japon

#### Front sud
Commandée par Rippei Ogisu, la 13e division japonaise se dirige vers l'ouest de Nankin par le biais de deux colonnes au début du mois de février : la colonne nord avance vers Mingguang (明光), tandis que la colonne sud avance vers Chuxian . Les deux colonnes sont bloquées par la 31e armée de Wei Yunsong, chargée par Li Zongren de défendre le tronçon sud de la voie ferrée de Jinpu. En dépit de l'infériorité totale de l'ennemi, les Japonais ne parviennent pas à progresser, même après plus d'un mois d'attaques ininterrompues. Les Japonais ont alors déployé des renforts de blindés et d'artillerie à partir de Nankin. Les Chinois ont réagi en se retirant vers l'ouest jusqu'à la périphérie sud-ouest de Dingyuan afin d'éviter un affrontement direct avec leurs ennemis renforcés.
À ce moment-là, la 51e armée de Yu Xuezhong s'est déjà positionnée de manière défensive sur les rives nord de la rivière Huai, formant une ligne de défense entre Bengbu et Huaiyuan. Les Japonais s'emparent successivement de Mingguang, Dingyuan et Bengbu avant d'avancer vers Huaiyuan.
Cependant, leurs routes de ravitaillement sont alors interceptées par le 31e corps chinois, qui mène des attaques de flanc depuis le sud-ouest. La situation des Japonais s'aggrave encore lorsque la 7e armée chinoise (dirigée par Liao Lei) arrive à Hefei, en renfort de la 31e armée. Engagés simultanément par trois corps d'armée chinois, les Japonais sont pris au piège au sud de la rivière Huai et incapables d'avancer plus loin malgré une supériorité aérienne totale et un avantage complet en termes de puissance de feu.
Les Chinois ont ainsi déjoué le plan japonais qui consistait à faire avancer leur 13e division vers le nord le long de la voie ferrée de Jinpu et à joindre leurs forces à celles de la division Isogai (10e division) pour lancer une attaque en tenaille sur Xuzhou.

#### Front nord-est
Après un débarquement amphibie à Qingdao, la 5e division japonaise (commandée par Seishiro Itagaki) avance vers le sud-ouest le long de la route de Taiwei, sous la conduite de sa 21e brigade d'infanterie. Elle y affronte la 3e armée de groupe chinoise, commandée par Pang Bingxun. Bien que désignée comme armée de groupe, l'unité de Pang n'est composée que de la 40e armée, qui elle-même n'est composée que de la 39e division, une unité de l'armée du Nord-Ouest. Dirigés par le commandant de division Ma-Fawu, les cinq régiments de la 39e division retardent l'avancée japonaise vers Linyi pendant plus d'un mois. Les Japonais s'emparent du comté de Ju le 22 février et poussent vers Linyi le 3 mars. Les Japonais s'emparent du comté de Ju le 22 février et poussent vers Linyi le 3 mars.
Cependant, ils se heurtent à une contre-attaque chinoise acharnée, qui les bloque dans la région de Taoyuan. Les Japonais bombardent alors lourdement l'unique division chinoise, la forçant à se replier dans Linyi. Pendant ce temps, la 59e armée de Zhang Zizhong, également une unité du Nord-Ouest, s'est déplacée vers l'est depuis Xuzhou le long de la voie ferrée de Longhai, passant Tai'erzhuang avant d'avancer vers le nord en direction de Linyi. Elle traverse la rivière Yi le 12 mars et attaque le flanc gauche des Japonais, les engageant du 13 au 18 mars, période pendant laquelle la 39e division parvient à repousser les Japonais hors de la région de Linyi. Poursuivis par les Chinois dans deux directions, les Japonais sont contraints de se retirer, perdant presque deux bataillons entiers dans l'opération. Cet engagement a brisé le mythe de l'invincibilité japonaise et a également humilié le commandant japonais Seishirō Itagaki, choquant même le quartier général de l'IJA. Bien que la 5e division japonaise se soit regroupée par la suite et ait réessayé, elle avait perdu l'élément de surprise. La défaite japonaise à Linyi face à des unités régionales chinoises moins bien entraînées et équipées a préparé le terrain pour la bataille de Tai'erzhuang.

#### Front nord
Des trois divisions japonaises qui pénètrent dans la 5e zone de guerre chinoise, la 10e division, commandée par Rensuke Isogai, est celle qui remporte le plus de succès. Partie de Hebei, elle traverse le fleuve Jaune et se dirige vers le sud le long de la voie ferrée de Jinpu. Le général Han Fuju du KMT ayant ordonné à ses forces de déserter leurs postes, les Japonais s'emparent de Zhoucun et pénètrent dans Jinan sans rencontrer de résistance. Les Japonais avancent ensuite vers le sud en deux colonnes à partir de Tai'an. La colonne orientale s'empare de Mengyin avant de pousser vers l'ouest pour prendre Sishui.
La colonne occidentale avance vers le sud-ouest le long de la voie ferrée de Jinpu, s'empare de Yanzhou, Zouxian et Jining, avant de se diriger vers le nord-ouest pour capturer Wenshang. Tchang-Kai-Check ordonne alors à Li Zongren d'utiliser la « défense offensive », c'est-à-dire de prendre l'initiative d'attaquer activement au lieu de se contenter de défendre passivement. Li déploie donc la 22e armée de groupe de Sun Zhen pour attaquer Zouxian depuis le sud, tandis que la 40e division de Pang Bingxun avance vers le nord le long du flanc gauche de la 22e armée pour attaquer Mengyin et Sishui. Le 3e groupe d'armées de Sun Tongxuan avance également depuis le sud, lançant une attaque sur deux fronts contre les Japonais à Jining. Combattant férocement du 12 au 25 février, les performances respectables du 12e corps d'armée en particulier ont contribué à améliorer la réputation des unités du Shandong, qui avait été ternie par Han Fuju. Les Japonais procèdent à quelques changements stratégiques à la suite de ces contre-attaques chinoises : ils annulent leur plan initial qui prévoyait une progression directe vers l'ouest, de Nankin à Wuhan, afin d'épargner davantage de troupes pour la poussée vers Xuzhou.

## Bataille

### Premiers affrontements (15-21 mars)
Le 15 mars, la 10e division japonaise attaque la 122e division chinoise autour de Tengxian et Lincheng. Des renforts chinois du 85e corps arrivent le lendemain, mais sont repoussés le 17 mars. Les Japonais, avec l'appui d'avions, de chars et d'artillerie lourde, percent les lignes chinoises le 18 mars.
Les Chinois, soutenus par le 52e corps, se replient sur la ville de Yixian. Les Japonais attaquent la ville et détruisent un régiment chinois entier au cours d'une bataille acharnée de 24 heures. Le 19 mars, les Japonais commencent à avancer vers la ville fortifiée de Taierzhuang.

### Combats aux alentours (22-28 mars)
Pour contrer la menace, le 2e groupe d'armées chinoises, sous les ordres du général Sun Lianzhong, est déployé à Taierzhuang. La 31e division du général Chi Fengcheng atteint la ville le 22 mars et reçoit l'ordre de retarder l'avance japonaise jusqu'à l'arrivée du reste du groupe d'armées.
Le 23 mars, la 31e division quitte Taierzhuang en direction de Yixian, mais elle est attaquée par deux bataillons japonais renforcés par trois chars et quatre voitures blindées. La division prend position sur une série de collines et parvient à se défendre contre un régiment japonais de 3 000 hommes pendant le reste de la journée.
Le 24 mars, une force japonaise de 5 000 hommes attaque la 31e division. Une autre unité japonaise attaque les Chinois depuis Yixian, les obligeant à se replier sur Taierzhuang. Les Japonais attaquent la ville et un contingent de 300 hommes réussit à ouvrir une brèche dans la porte nord-est à 20 h. Ils sont ensuite contraints de se replier dans le temple de Chenghuang. Ils sont toutefois contraints de se replier dans le temple de la ville. Le lendemain, les Japonais lancent un nouvel assaut par la porte percée et sécurisent la partie orientale du district, avant de percer l'angle nord-ouest de l'extérieur.
Le 25 mars, une attaque matinale japonaise est repoussée. Les Japonais poursuivent en bombardant les positions chinoises avec de l'artillerie et des frappes aériennes. Dans l'après-midi, les Chinois déploient un train blindé en direction de Yixian. Le train tend une embuscade à une colonne de soldats japonais près d'un hameau, tuant ou blessant quelque 70 soldats japonais avant de battre rapidement en retraite vers Taierzhuang. À la tombée de la nuit, trois mille soldats chinois se précipitent hors des portes et attaquent les lignes japonaises à la faveur de l'obscurité, les forçant à reculer vers le nord-est à l'aube.
Les trois jours suivants, les défenseurs sont soumis à des bombardements aériens et d'artillerie continus. Les Chinois parviennent à repousser plusieurs assauts successifs. Le 28 mars, l'artillerie chinoise est renforcée par des pièces de 155 mm et dix pièces de 75 mm. Dans la nuit du 29 mars, les Japonais parviennent enfin à franchir la muraille.
Partant du sud du district, un groupe d'assaut chinois prend d'assaut le pavillon Wenchang par le sud et l'est, tuant toute la garnison japonaise. Les Chinois reprennent ainsi la partie nord-ouest du district.

### Combats au sein de la ville (29 mars - 5 avril)
Dès le 29 mars, l'attaque japonaise sur Taierzhuang se transforme en un combat désespéré au corps à corps qui a duré jusqu'au lendemain. Les combats dans les rues et les ruelles de Taierzhuang se caractérisaient par de féroces combats rapprochés « très semblables aux coûteuses batailles urbaines que l'Europe allait bientôt connaître », les combattants s'affrontant souvent face à face. Un des survivants des affrontements écrits : 
"La bataille se poursuit jour et nuit. Les flammes illuminent le ciel. Souvent, tout ce qui séparait nos forces était un simple mur. Les soldats faisaient des trous dans la maçonnerie pour se tirer dessus. Nous nous battions pendant des jours pour un seul bâtiment, tout ça avec des dizaines de morts."
Les conditions sont si brutales que les officiers chinois mettent en œuvre des mesures sévères pour maintenir la discipline. Les officiers subalternes se sont vus interdire à plusieurs reprises de battre en retraite et ont souvent reçu l'ordre de remplacer personnellement les blessés dans leurs rangs. Li Zongren a personnellement menacé Tang Enbo d'être « traité comme Han Fuju l'avait été » s'il ne remplissait pas son devoir.
Dans les conditions exiguës de Taierzhuang, les avantages japonais en matière d'artillerie et de supériorité aérienne sont inutiles ; chaque fois que l'une ou l'autre est utilisée dans la mêlée encombrée, autant de Japonais que de Chinois sont tués. Les combats dans les rues de Taierzhuang se déroulent donc presque exclusivement avec de l'infanterie. La bataille se déroule au corps à corps, souvent dans l'obscurité. L'historien Peter Harmsen note que c'est dans ces conditions de combat rapproché que les soldats chinois ont pu se battre sur un pied d'égalité avec leurs ennemis japonais, voire les dépasser, comme l'a montré la bataille de Luodian, dans la banlieue de Shanghai, l'année précédente,.
Sheng Cheng, se basant sur les souvenirs de bataille du général Chi Fengcheng, a décrit les combats :
"Nous nous sommes battus pour les petites ruelles [de la ville], et sans précédent, non seulement pour les rues et les ruelles, mais aussi pour les cours et les maisons. Aucun des deux camps ne voulait bouger. Parfois, nous prenions une maison et creusions un trou dans le mur pour approcher l'ennemi. Parfois, l'ennemi creusait un trou dans le même mur au même moment. Parfois, nous nous affrontions avec des grenades - ou nous pouvions même nous mordre. Ou lorsque nous entendions que l'ennemi était dans la maison, nous grimpions sur le toit et lancions des bombes à l'intérieur - et nous les tuions tous."
Le 31 mars, le général Sun Lianzhong arrive pour prendre le commandement du 2e groupe d'armées. Une attaque japonaise plus tard dans la journée est repoussée, mais une contre-attaque chinoise est également stoppée.
Le 1er avril à 4 heures du matin, les Japonais attaquent les lignes chinoises avec l'appui de 11 chars. Les défenseurs chinois, équipés de canons antichars Pak-36 de 37 mm de fabrication allemande, détruisent 8 des véhicules blindés à bout portant. Des incidents similaires se répètent tout au long de la bataille, de nombreux chars japonais étant détruits par l'artillerie et les kamikazes chinois. Lors d'une escarmouche, des kamikazes chinois détruisent quatre chars japonais avec des paquets de grenades.
Le même jour, le généralissime Tchang-Kai-Tchek ordonne dans un télégramme envoyé à ses généraux : "les ennemis à Taierzhuang doivent être anéantit".
Les 2 et 3 avril, les Japonais déploient des gaz lacrymogènes contre les positions chinoises dans la gare nord de la ville, mais ne parviennent pas à déloger les défenseurs. Ils poursuivent ensuite par une attaque blindée massive à l'extérieur des murs de la ville avec 30 chars et 60 voitures blindées, mais ne parviennent qu'à repousser la 27e division chinoise jusqu'au Grand Canal. Les combats se poursuivent les 4 et 5 avril. À ce stade, les Japonais ont pris les deux tiers de Taierzhuang, bien que les Chinois tiennent toujours la porte sud de Taierzhuang. C'est par ce point d'entrée que le commandement chinois parvient à réapprovisionner ses troupes. Les Chinois parviennent à empêcher les Japonais de se réapprovisionner en armes et en balles. Ce faisant, les attaquants japonais sont lentement épuisés.

### L'encerclement chinois (26 mars - 7 avril)
L'impasse de la bataille fut brisée par des événements survenus à l'extérieur de Taierzhuang, où des divisions chinoises fraîches avaient encerclé les forces japonaises à Taierzhuang sur les flancs et à l'arrière. Après avoir consulté leurs conseillers allemands, les commandants de la 5e zone de guerre avaient préparé un double enveloppement des forces japonaises étendues à Taierzhuang. Entre mars et avril 1938, l'armée de l'air nationaliste de Chine a déployé des escadrons des 3e et 4e groupes de poursuite d'avions de chasse et d'attaque dans le cadre des opérations d'interdiction aérienne à longue distance et de soutien aérien rapproché des opérations du Taierzhuang. Une trentaine d'appareils, principalement des modèles soviétiques, ont été déployés dans des raids de bombardement contre les positions japonaises.
Le 26 mars, la 20e armée de Tang Enbo, équipée d'unités d'artillerie, attaque les forces japonaises à Yixian, tuant la moitié des défenseurs japonais et mettant le reste en déroute. Tang tourne ensuite ses forces vers le sud et attaque le flanc japonais au nord-est de Taierzhuang. Au même moment, le 55e corps chinois, composé de deux divisions, traverse par surprise le Grand Canal et coupe la ligne de chemin de fer près de Lincheng. Tang a ainsi coupé les attaquants japonais par l'arrière, interrompant leurs lignes de ravitaillement.
Le 1er avril, la 5e division japonaise envoie une brigade pour soulager la 10e division encerclée. Le général Tang riposte en bloquant l'avance de la brigade, puis en l'attaquant par l'arrière, la forçant à s'enfoncer au sud dans l'encerclement. Le 3 avril, l'armée chinoise du 2e groupe lance une contre-offensive, les 30e et 110e divisions se battant vers le nord, respectivement à Beiluo et à Nigou. Le 6 avril, les 85e et 52e armées chinoises se rejoignent à Taodun, juste à l'ouest de Lanling. La force combinée se dirige ensuite vers le nord-ouest et s'empare de Ganlugou. Deux autres divisions chinoises arrivent quelques jours plus tard.

### Retraite japonaise (5-7 avril)
Le 5 avril, les unités japonaises à l'intérieur de Taierzhuang sont encerclées par sept divisions chinoises au nord et quatre autres au sud. À ce stade, les divisions japonaises à Taierzhuang manquent cruellement de munitions, de carburant, de nourriture et d'eau, et de nombreuses troupes souffrent de fatigue et de déshydratation après plus d'une semaine de combats intenses.
Les forces chinoises, sentant la victoire, sont revigorées et attaquent les troupes japonaises prises au piège, se livrant notamment à l'exécution de prisonniers de guerre. L'artillerie japonaise est incapable de riposter faute d'obus, tandis que ses chars sont immobilisés faute de carburant. Les tentatives de parachutage de matériel échouent et la plupart des colis tombent aux mains des Chinois. Peu à peu, l'infanterie japonaise est réduite aux tirs de mitrailleuses et de mortiers, puis de fusils et de mitrailleuses, et enfin aux charges à la baïonnette.
Les différentes contre-attaques chinoises ayant toutes atteint leurs objectifs, la ligne japonaise s'effondre finalement le 7 avril. Les 10e et 5e divisions, vidées de leurs hommes et de leurs munitions, furent contraintes de battre en retraite.
Environ 2 000 soldats japonais se sont frayés un chemin hors de Taierzhuang, laissant derrière eux des milliers de morts. Certains des soldats qui sont partis ont commis le hara kiri. Les pertes chinoises étaient à peu près les mêmes, une amélioration significative par rapport aux campagnes coûteuses de Shanghai et de Nanjing.

## Conséquences

### Pertes
Frank Dorn, un officier militaire américain en poste en Chine entre 1934 et 1939, a enregistré que quelque 16 000 soldats japonais ont été tués au combat sur le champ de bataille de Taierzhuang. De son côté, l'historien américain Stephen MacKinnon estime qu'entre 15 000 et 20 000 soldats japonais sont morts dans les combats. A l'époque de la bataille, les Chinois ont affirmé avoir tué plus de 24 000 soldats japonais, abattu 3 avions et détruit ou capturé 40 chars.
L'historien britannique Rana Mitter fournit un chiffre inférieur, estimant qu'environ 8 000 soldats japonais sont morts dans les combats. Pour les historiens occidentaux Richard B Frank et Hans Van De Ven , leurs calculs aboutissent à des chiffres similaires, estimant tous deux le nombre de Japonais tombés au combat à environ 8 000. Les historiens occidentaux Peter Harmsen et Michael Clodfelter estiment que les Japonais ont subi 20 000 morts et blessés, dont 8 000 tués au combat.
Les Japonais ont également subi d'importantes pertes matérielles. En raison du manque de carburant et de la retraite précipitée des Japonais, nombre de leurs chars, camions et pièces d'artillerie furent abandonnés sur le champ de bataille pour être capturés par les Chinois. Frank Dorn a enregistré que les Japonais ont perdu 40 chars, plus de 70 voitures blindées et 100 camions de différentes tailles. En plus des véhicules, les Japonais ont également perdu des dizaines de pièces d'artillerie et des milliers de mitrailleuses et de fusils. Beaucoup de ces armes ont été récupérées par les forces chinoises en vue d’une utilisation future.
Les Chinois, de leur côté, ont également subi de lourdes pertes. Peter Harmsen et Stephen MacKinnon ont écrit que les pertes chinoises étaient équivalentes aux pertes japonaises, soit environ 20 000 au total. Frank Dorn a rapporté que plus de 15 000 soldats chinois ont péri dans les combats, avec au moins autant de blessés pour un total de plus de 30 000 victimes chinoises. Dans la seule 31e division du général Chi Fengcheng, seuls 2 000 survivants sur un effectif initial de 9 000 étaient aptes à se rassembler pour l'appel après la bataille. La ville de Taierzhuang elle-même a été presque entièrement détruite.
Les Japonais affirment dans leurs rapports de combat que le retrait était dû à des échecs de commandement et de communication, et ne font pas état d'un déclin des types de munitions parmi leurs troupes. Une équipe historique japonaise a répertorié les chiffres de quelque 2 130 tués et 8 580 blessés parmi les victimes japonaises dans la région de Taierzhuang. Les 5e et 10e divisions de l'armée impériale japonaise ont enregistré qu'entre février et mai 1938, elles avaient perdu quelque 2 369 tués et 9 615 autres blessés. Cependant, ces chiffres incluent d'autres opérations et unités non présentes à Taierzhuang.
L'analyse des archives japonaises par l'historien chinois Jiang Keshi a indiqué que parmi les deux principales unités présentes, la force opérationnelle Seya de la 10e division a subi 411 morts et 1 319 blessés. 392 chevaux supplémentaires, quatre pièces d'artillerie, 17 mitrailleuses, 145 fusils, 4 chars et 7 tankettes, ainsi qu'une cinquantaine de véhicules ont également été perdus. Jiang n'a pas été en mesure de localiser les dossiers complets de l'autre unité principale, la Force opérationnelle Sakamoto de la 5e Division, mais, sur la base des dossiers partiels survivants, il a estimé leurs pertes autour de 600, pour un total de 2500 à Taierzhuang.

### Suite des opérations
La défaite fut un coup dur pour l’armée japonaise. C'était la première défaite japonaise majeure depuis le début de la guerre. Ainsi, elle brise le mythe de l'invincibilité militaire impériale japonaise et entraîne un bénéfice incalculable pour le moral des Chinois, militaires et non militaires. Li Zongren a déclaré que la victoire « était la première occasion heureuse depuis le début de la guerre de résistance » et que Taierzhuang était devenu « un symbole de la renaissance nationale ». Dans le journal Ta Kung Pao, le général Feng Yuxiang a comparé les Japonais piégés à des « tortues à carapace molle dans un bocal fermé ».
Au milieu des célébrations de la victoire à Hankou et dans d’autres villes chinoises. De son côté, Japon a d’abord nié sa défaite et ridiculisé les rapports sur la bataille pendant des jours. La bataille a été rapportée ne occident par le New York Times.

## Analyses
Après l'insubordination de Han Fuju et son exécution ultérieure, le haut commandement de l'armée chinoise a rigoureusement ajusté le ton au sommet en réprimant la discipline militaire. Cette détermination s'incarne dans les « corps qui osent mourir », des unités kamikazes. Ces deniers utilisaient des épées et portaient des gilets suicide fabriqués à partir de grenades. En raison du manque d'armes anti-blindés, ces attentats suicides ont également été utilisés avec de la dynamite et des grenades . Les hommes courraient en direction des troupes ennemies et se précipitaient sur les chars japonais.